# یوزف دولژال
یوزف دولژال (چکی: Josef Doležal; ۱۲ دسامبر ۱۹۲۰ – ۲۸ ژانویهٔ ۱۹۹۹) دونده پیاده‌روی سرعت اهل چکسلواکی بود.